# NGC 6899
NGC 6899 é uma galáxia espiral barrada (SBbc) localizada na direcção da constelação de Telescopium. Possui uma declinação de -50° 26' 01" e uma ascensão recta de 20 horas, 24 minutos e 22,3 segundos.
A galáxia NGC 6899 foi descoberta em 24 de Julho de 1835 por John Herschel.